# Дзета¹ Весов
Дзета¹ Весов (лат. ζ¹ Librae), 32 Весов (лат. 32 Librae), HD 137744 — одиночная звезда в созвездии Весов на расстоянии приблизительно 611 световых лет (около 187 парсеков) от Солнца. Видимая звёздная величина звезды — +5,626m.

## Характеристики
Дзета¹ Весов — оранжевый гигант спектрального класса K4,5III. Радиус — около 42,06 солнечных, светимость — около 865,26 солнечных. Эффективная температура — около 4230 К.